# UTC+8:45
UTC+8:45 is de tijdzone voor:
Centrale Westelijke Tijd (CWT) in enkele servicepunten (roadhouses; benzinestations + restaurant in landelijke gebieden) langs de Eyre Highway in West-Australië. Het is geen officiële overheids-tijdzone, maar de grenzen van de tijdzone worden wel gedetailleerd weergegeven op wegenkaarten. Toen West-Australië voorwaardelijk overging op zomertijd, deden de plaatsen langs de Eyre Highway dat ook, zodat de zomertijd er UTC+9:45 werd.
De zone loopt van Caiguna in West-Australië tot aan de grens met Zuid-Australië, omvat een gebied van ongeveer 35.000 km² (even groot als België), waar 200 mensen wonen.